# Evangelij po Kerintu
Evangelij po Kerintu je izgubljen evangelij, ki sta ga med drugim uporabljala Kerint in Karpokrat. Po Epifanu je evangelij identičen Evangeliju po ebionitih, in, kot kaže gre le za okrnjeno različico Evangelija po Mateju.